# Peso venezolano
El peso fue la moneda de uso general en Venezuela desde 1821 (aunque su primera emisión fue en 1811) hasta 1871 (aunque su uso se extendió hasta 1874). Un peso fuerte se dividía en 10 reales, 5 pesetas o 100 centavos. En 1874 fue sustituido por el venezolano.

## Historia
Hasta 1821, el real español fue distribuido en Venezuela, algunos de los cuales se acuñaban en la Ceca de Caracas (instaurada en 1802) y se denominaban Reales Venezolanos. El 27 de agosto de 1811, una vez los Estados Unidos de Venezuela fue declarado independiente, el recién-establecido Supremo Congreso establece el peso con una equivalencia de 8 reales = 1 peso y una emisión inicial de un millón de pesos en papel moneda.
Debido a que no se habían emitido denominaciones menores ni monedas metálicas, comienzan a circular en Venezuela monedas extranjeras de bajo valor. En particular, con el establecimiento del Real colombiano en 1820, el peso venezolano comienza a circular en Venezuela al año siguiente. De hecho, como parte de la Gran Colombia, la ceca de Caracas comenzaría a emitir Reales colombianos a partir de 1821 los cuales seguirían circulando aún después de que Venezuela se separara de la Gran Colombia. El 28 de marzo de 1835, el Congreso de Venezuela reconoce legalmente este uso, dando curso legal a la Moneda de 1 centavo de Estados Unidos dentro del territorio nacional. El real colombiano siguió circulando hasta 1837 (cuando fue reemplazado por el peso colombiano).
El 29 de marzo de 1842, el Congreso de Venezuela ordena la acuñación de monedas de 1, ½ y ¼ de centavo poniendo fin al uso de monedas extranjeras para este fin. Para ello, se subdivide el peso en 10 reales, cada uno de los cuales a su vez equivalía a 10 centavos, igual a la moneda colombiana. Las monedas no se verían en circulación hasta el año siguiente, motivo por el cual generalmente se les denomina las "monedas de 1843". Las demás denominaciones serían promulgadas por el Congreso el 1 de abril de 1854.
El peso fue sustituido en 1871 por el venezolano, aunque este entró en vigencia en el año 1874 y luego en 1879 se introduce el bolívar.

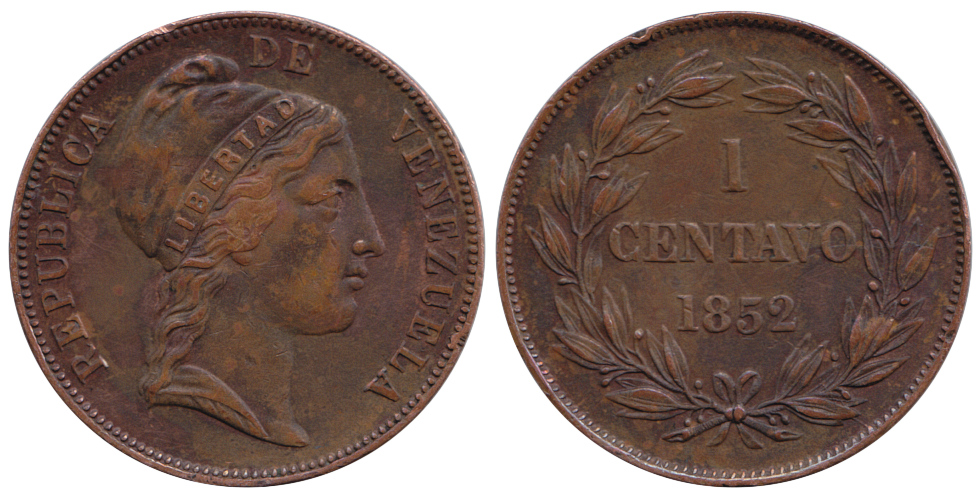
1 centavo 1852, cobre.

## Billetes
En 1811, los Estados Unidos de Venezuela emitieron papel moneda en denominaciones de 2 reales, 1, 2, 4, 5 y 16 pesos. Desde 1860, se emitieron billetes de 8 reales y 20 pesos.

## Monedas
En 1843 se introdujeron monedas de cobre en valores de ¼, ½ y 1 centavo, conocidos popularmente como "centavo negro" o "centavo monaguero". Posteriormente en 1858 se emitieron monedas de plata de ½, 1, 2 y 5 reales. En 1863, se emiten monedas de plata de 10 reales (1 peso), aunque la mayoría fueron fundidas poco después.
| Denominación        | Círculo | Forma    | Metal   | Metal     | Diámetro | Canto | Diseño en el anverso                                               | Diseño en el reverso                                                                               |
| Denominación        | Círculo | Forma    | Peso    | Centro    | Diámetro | Canto | Diseño en el anverso                                               | Diseño en el reverso                                                                               |
| ------------------- | ------- | -------- | ------- | --------- | -------- | ----- | ------------------------------------------------------------------ | -------------------------------------------------------------------------------------------------- |
| ¼ centavo           | 1843    | Circular | 3,0 g   | Cobre     | 19 mm    | Liso  | Cabeza de la Libertad mirando hacia la derecha y país emisor       | Dos remas de laurel, atadas en la parte inferior por un lazo y el valor de la moneda               |
| ½ centavo           | 1843    | Circular | 6,0 g   | Cobre     | 23 mm    | Liso  | Cabeza de la Libertad mirando hacia la derecha y país emisor       | Dos remas de laurel, atadas en la parte inferior por un lazo y el valor de la moneda               |
| 1 centavo           | 1843    | Circular | 12,0 g  | Cobre     | 31 mm    | Liso  | Cabeza de la Libertad mirando hacia la derecha y país emisor       | Dos remas de laurel, atadas en la parte inferior por un lazo y el valor de la moneda               |
| ½ real              | 1858    | Circular | 1,15 g  | Plata 900 | 14,5 mm  | Liso  | Cabeza de la Libertad mirando hacia la izquierda y siete estrellas | Escudo Nacional y país emisor                                                                      |
| 1 real              | 1858    | Circular | 2,30 g  | Plata 900 | 18,15 mm | Liso  | Cabeza de la Libertad mirando hacia la izquierda y siete estrellas | Escudo Nacional y país emisor                                                                      |
| 2 reales            | 1858    | Circular | 4,60 g  | Plata 900 | 22 mm    | Liso  | Cabeza de la Libertad mirando hacia la izquierda y siete estrellas | Escudo Nacional y país emisor                                                                      |
| 5 reales            | 1858    | Circular | 11,50 g | Plata 900 | 30 mm    | Liso  | Cabeza de la Libertad mirando hacia la izquierda y siete estrellas | Escudo Nacional y país emisor                                                                      |
| 10 reales (Un peso) | 1858    | Circular | 23 g    | Plata 900 | 37 mm    | Liso  | Cabeza de José Antonio Páez mirando hacia la izquierda             | Dos remas de laurel, atadas en la parte inferior por un lazo y el valor de la moneda y país emisor |